# Марилівка (Нагірянка)
Марилівка (пол. Marylówka) — колишній хутір в Україні, нині — частина селища Нагірянка Тернопільської области.

## Історія
1882 року заснована Марилівка, як хутір біля фільварка Лянцкоронських.
Відомо, що від робітничої служби місцевого фільварку подавався список жителів, які «не получили дерева опалового за IV квартал по конец 1920 р. 18 чоловіків і жінок».

## Соціальна сфера
На території хутора Марилівка, у 1928 році графом Лянцкоронським було засновано Марилівський спиртовий завод.

## Відомі люди

### Проживають
- Володимир Добрянський (нар. 1966) — український науковець, археолог, історик, спелеолог, дослідник старожитностей, фортифікацій та топоніміки.[6]